# Twin Oaks Plantation
Bei der Twin Oaks Plantation, die in das National Register of Historic Places als Captain Nathan Carpenter House eingetragen ist, handelt es sich um ein historisches Haus eines Plantagenbesitzers in der Nähe von Eutaw, Alabama.

## Geschichte
Nathan Mullin Carpenters Familie kam zu Beginn der 1820er Jahre aus dem Franklin County in North Carolina ins Greene County, Alabama. Er selbst wurde am 22. Dezember 1826 geboren und diente während des Mexikanisch-Amerikanischen Krieges bei den Eutaw Rangers. Carpenter war zweimal verheiratet, zunächst nahm er am 7. September 1848 Catherine Cockrell zur Frau, die 1849 an Gelbfieber starb. Am 8. Januar 1851 heiratete er zum zweiten Mal, Marjorie Pippen. Nathan und Marjorie Carpenter zogen zusammen acht Kinder groß, fünf vor dem Sezessionskrieg und drei danach.
Nathan und Marjorie Carpenter erwarben am 28. September 1852 ein Grundstück mit einer Fläche von 667 Acre, für welches sie an John und Anna Rice 10.012 US-Dollar bezahlten. Dieses Eigentum wurde dann zur Twin Oaks Plantation. Das Haus wurde 1853 durch den ortsansässigen Bauunternehmer David Rinehart Anthony gebaut. Dessen eigenes Haus, das der Bauunternehmer später in Eutaw baute, weist einige Ähnlichkeiten zu Twin Oaks auf, am ehesten erkennbar an den achteckigen Säulen und den Seitengiebeln.
Carpenter trommelte 1862 auf dem Rasen vor dem Haus eine Gruppe von Männern zusammen, welche die Sache der Konföderation unterstützte. Er wurde als Anführer der Einheit ausgewählt, die als B-Kompanie in das 36. Alabama-Infanterieregiment eingegliedert wurde. Die Einheit war an den Schlachten von Chattanooga, Chickamauga, Nashville und dem Atlanta-Feldzug beteiligt. Nathan Carpenter starb am 5. Mai 1907 und seine Witwe Marjorie am 14. Februar 1911.
Das Haus gehört heute Charles und Jan Bullock. Charles Bullock ist der Eigentümer eines Unternehmens, das sich mit der Restaurierung historischer Gebäude beschäftigt. Die Bullocks begannen 1995 mit der Renovierung von Twin Oaks. Das Haus wurde wegen seiner architektonischen und historischen Bedeutung am 23. Juli 1999 in das National Register of Historic Places eingetragen.

## Architektur
Das klassizistische Haus ist ein zweistöckiges in Holzständerbauweise errichtetes Gebäude mit einem seitwärts ausgerichteten Giebeldach, welches den Hauptteil des Gebäudes und den Portikus bedeckt. Der Sockel und die Kamine sind aus Backstein gemauert. An der Vorderseite befindet sich ein zweistöckiger Portikus, der von vier monumentalen, achteckigen Säulen getragen wird. Dieser läuft über die gesamte Vorderfront des Hauses und schließt alle Joche ein. Doppelte Türen mit seitlichen Lichtfenstern sitzen im Mitteljoch der beiden Etagen, ein freitragender, von Säulen gestützt Balkon befindet sich im Obergeschoss.